# Guillaume d’Auvillars
Guillaume IV d’Auvillars, († 3 janvier 1418) est le 26e abbé du Bec.

## Biographie
Guillaume serait né dans le village d'Auvillars.
Il est consacré abbé du Bec en 1399 par Guillaume de Vienne, archevêque de Rouen. Suivant l'ordre du roi, il poursuit et achève la fortification de l'abbaye.
Il meurt le 3 janvier 1418 et est inhumé dans le milieu du chœur de l'abbatiale. Sa dalle funéraire, extraite à la Révolution, est offerte à l'église Sainte-Croix de Bernay, qui la conserve contre le mur du transept sud. Elle a été restaurée par Pierre-Victorien Lottin